# Wilhelm Altvater
Wilhelm Altvater (* 12. August 1920 in Todtenhausen; † 4. Februar 2001 ebenda) war ein deutscher Politiker (SPD).

## Leben und Beruf
Altvater erlernte den Beruf des Schiffbauers, wurde anschließend zur Wehrmacht eingezogen und nahm von 1940 bis 1945 als Soldat am Zweiten Weltkrieg teil. Seit 1945 arbeitete er beim Wasserstraßen-Maschinenamt in Minden. 1948 wurde er Vorsitzender des Betriebsrates.

## Politik
Altvater war seit 1946 Mitglied der SPD. Er gehörte dem Deutschen Bundestag vom 22. September 1960, als er über die Landesliste der SPD Nordrhein-Westfalen für den verstorbenen Abgeordneten Hugo Rasch nachrückte, bis 1961 an.